# NaviBand
NaviBand — белорусская музыкальная группа из Минска. Группа представляла Беларусь на конкурсе песни «Евровидение-2017».
В состав группы входят: Артём Лукьяненко (вокал, гитара), Ксения Жук (вокал, клавиши), а также Александр Тобольский (электрогитара), Владислав Чещевик (бас), Владимир Бегер (ударные).

## История группы

### Начало
Коллектив был образован в 2013 году и первоначально существовал в виде дуэта Ксении Жук и Артёма Лукьяненко под названием NAVI. Первая совместно записанная песня «Абдымi мяне» сразу же стала радиохитом в Беларуси, что и послужило началом карьеры дуэта.

### «Лови», «Сонцам сагрэтыя» (2014)
Уже через год было выпущено два альбома: дебютный «Лови» и акустический «Сонцам сагрэтыя». Большую часть первого альбома составляли песни на русском языке, второй был исключительно на белорусском. Звукорежиссёром и аранжировщиком обоих альбомов выступил музыкант Артур Степанов.
Музыку NAVI положительно оценила Диана Арбенина, вместе с ней музыканты выступили на двух концертах «Ночных Снайперов». Также дуэт оценил Сергей Бабкин, на одном из его сольных концертов NAVI выступили на разогреве.
NAVI становятся регулярными участниками музыкальных проектов на белорусском телевидении, дают первые сольные концерты в Минске, Гродно, Гомеле и выступают на рождественском концерте у Большого театра в Москве. Участвуют в фестивалях Дружба (BY) вместе с «Ногу свело!», Дельфином и «Animal ДжаZ», «Музыкальные вечера в Мирском замке» (BY) и Halfway (PL).

### Формирование группы (2015)
В начале 2015 года к Артему Лукьяненко и Ксении Жук присоединяются Владислав Чещевик (бас) и Алексей Шартух (ударные), и NAVI из дуэта становится группой, что значительно расширяет площадки для выступлений коллектива.
31 января 2015 года NAVI становятся лауреатами Национальной музыкальной премии «Ліра» в номинации «Лучшая песня на белорусском языке» за песню «Абдымi мяне»
Кроме сольных выступлений в белорусских городах, группа впервые дает сольные концерты в Праге, Варшаве, Москве и Санкт-Петербурге. Выступают на фестивалях «Дикая мята» (RU) вместе с «Аквариумом», Zdob și Zdub, Нино Катамадзе и Tequilajazzz, «Славянский базар» (BY) и Bardauskaja Vosień (PL).
Номинанты белорусской музыкальной премии «Героі году-2015».
Вместе с группой TonqiXod победители конкурсной части фестиваля Basowiszcza-2015.
В ноябре 2015 года группа выпускает сингл «Гэта зямля» («Эта земля»), с которым выходит в финал Национального отбора на конкурс «Евровидение-2016».

### Отбор на «Евровидение-2016», сотрудничество с Е. Гришковцом (2016)
В этот период к группе присоединяются Владимир Бегер (ударные) и ставший впоследствии продюсером группы Александр Тобольский (электрогитара).
В январе 2016 года NAVI принимают участие в Национальном отборе на конкурс «Евровидение-2016» с песней «Гэта зямля», в финале которого по итогам зрительского голосования занимают 4-е место, являясь единственными из 10 артистов, представлявшими песню на белорусском языке.
14 февраля 2016 состоялся аншлаговый сольный концерт в минском клубе Re:Public, после чего название группы было изменено на Naviband.
Naviband активно гастролирует по Беларуси с сольными концертами, а также участвует в фестивалях «Дикая мята» (RU) вместе с группами «Сплин» и 5’Nizza, Basowiszcza (PL) вместе с коллективами Brutto и «Крамбамбуля», A-Fest (BY) вместе с Brainstorm, а также Mirum Music Festival (BY) с Onuka, Hardkiss и Red Snapper.
16 декабря выходит песня «Колыбельная», записанная с российским драматургом, режиссёром и актёром Евгением Гришковцом.
В конце 2016 года Naviband снова заявляют о желании представить Беларусь на конкурсе «Евровидение-2017» и выходят в финал Национального отбора с песней «Гісторыя майго жыцця» («История моей жизни»).

### «Евровидение-2017», «Иллюминация» (2017)
20 января 2017 года группа снова приняла участие в белорусском отборе на «Евровидение» с композицией «Гісторыя майго жыцця». В этот же день выходит 3-й альбом группы — «Иллюминация».
В финале национального отбора группа заняла первое место и представляла Беларусь на «Евровидении-2017», которое прошло в мае 2017 года в Киеве, став первым участником в истории конкурса, исполнившим песню на белорусском языке.
После жеребьёвки стало известно, что группа выступит во втором полуфинале 11 мая. По результатам голосования 11 мая группа попала в финал конкурса, где выступила под номером 3. В финале группа набрала 83 балла, заняв 17 место. Несмотря на относительно невысокий результат, выступление группы вызвало большой резонанс и крайне положительную реакцию общественности.
Группа выступила в качестве хедлайнера на множестве фестивалей, среди которых Basowiszcza (PL), «Рок за Бобров» (BY) вместе с группами Brutto, «Чайф», «Сплин» и «Каста» и Mirum Music Festival (BY) вместе с Джамалой. Также были приглашены Лаймой Вайкуле на фестиваль Laima Rendez Vous Jurmala 2017 (LV). Большой похвалы и поддержки Naviband удостоились от Сергея Михалка — лидера Brutto и экс-«Ляпис Трубецкой».
3 июня 2017 года на выступление Naviband у Минской ратуши пришло около 10 тыс. человек, а живое выступление 3 июля у стелы «Минск — город-герой» в прямом эфире транслировал телеканал ОНТ.
Также во МХАТ имени А. П. Чехова состоялась премьера спектакля «Весы», музыка к которому была написана Артемом Лукьяненко и Ксенией Жук.

### «Адной Дарогай» (2017)
4 декабря 2017 года выходит песня и клип «А дзе жывеш ты?», в котором Артём и Ксения признаются, что ждут ребенка.
8 декабря 2017 вышел 4-й альбом Naviband — «Адной дарогай», с первого дня занявший первые строчки чартов белорусских iTunes и Google Play Music. Все песни на альбоме исполнены на белорусском языке.

### 2018—2019
В мае 2018 у Лукьяненко и Жук родился сын Матей. Несмотря на рождение первенца, группа не приостановила концертную деятельность, проехав с туром в города Беларуси, Польши, Украины и Чехии.
Также за 2018-й год группа выпустила три сингла — русскоязычный «Молодость в кармане», «Аднойчы і назаўжды» на белорусском и «Сумне море» на украинском языке.
Весной 2019 года Naviband приступили к записи пятого студийного альбома. Известно, что работа над альбомом проходит в киевской студии 211, саунд-продюсером выступит Виталий Телезин, известный по работе с такими группами и исполнителями, как «Океан Ельзи», «Ляпис Трубецкой», Джамала, Сергей Бабкин и др.
Во время записи группа выступила на двух крупных фестивалях — Europejski stadion kultury в Польше и Платоновский фестиваль искусств в России.
Были выпущены два клипа — «Галилео (Два человека)» и «Один из нас». В последнем приняли участие более двухсот фанатов группы со всей Беларуси
Выход пятого студийного альбома Naviband был анонсирован на 5 декабря 2019.

## Состав
- Артём Лукьяненко — вокал, гитара
- Ксения Жук — вокал, клавиши
- Александр Тобольский — электрогитара
- Ярослав Томило - звукорежиссёр, менеджер группы
- Владислав Чещевик — бас
- Владимир Бегер — ударные
- Артемий Доронкин[источник не указан 1049 дней]

## Дискография

### Альбомы
- «Лови» (январь 2014)
- «Сонцам сагрэтыя» (декабрь 2014)
- «Иллюминация» (январь 2017)
- «Адной дарогай» (декабрь 2017)
- NaviBand (декабрь 2019)
- Песні пра дом (2024)
- Адліга (2025)

### Синглы
| Год  | Название                                  | Альбом        |
| ---- | ----------------------------------------- | ------------- |
| 2014 | Одинаковые                                | N/A           |
| 2014 | Плакалi ветры (feat. Олег Хоменко)        | N/A           |
| 2015 | Доброе утро                               | N/A           |
| 2015 | «Гэта зямля» (Эта земля)                  | N/A           |
| 2016 | Колыбельная                               | N/A           |
| 2016 | Мы просыпаемся                            | N/A           |
| 2017 | Гісторыя майго жыцця (История моей жизни) | Иллюминация   |
| 2017 | А дзе жывеш ты? (А где живешь ты?)        | Адной дарогай |
| 2018 | Молодость в кармане                       | N/A           |
| 2018 | Сумне море (Грустное море)                | N/A           |
| 2018 | Аднойчы і назаўжды                        | N/A           |
| 2019 | Вдаль                                     | N/A           |
| 2019 | Галилео (Два человека)                    | NaviBand      |
| 2019 | Один из нас                               | NaviBand      |
| 2020 | Отпускаю (feat. Tony Fadd)                | Отпускаю      |
| 2020 | Iншымi (Другими)                          | Песні пра дом |
| 2020 | Девочка в белом                           | TBA           |
| 2020 | Миллионы больших сердец                   | Песні пра дом |
| 2020 | Але                                       | Песні пра дом |
| 2021 | Вольныя сны (feat. VAL)                   | Песні пра дом |
| 2021 | Снег                                      | TBA           |
| 2021 | Плейлисты                                 | TBA           |
| 2021 | Girl In White (feat. Ryan O'Reilly)       | TBA           |
| 2021 | Однажды                                   | TBA           |
| 2021 | Сумнае Свята                              | Песні пра дом |
| 2022 | Мары                                      | Песні пра дом |
| 2022 | Свяці                                     | Песні пра дом |
| 2022 | Печаль                                    | TBA           |
| 2023 | Біжи (feat. TAYANNA)                      | Песні пра дом |
| 2023 | Kupalinka                                 | N/A           |
| 2023 | Поезд                                     | Песні пра дом |
| 2024 | Прабач                                    | N/A           |
| 2024 | Сокал                                     | N/A           |
| 2024 | Мама                                      | N/A           |
| 2024 | Арыён                                     | N/A           |
| 2024 | Лістапад                                  | N/A           |
| 2024 | Надзея                                    | N/A           |